# Seyssinet-Pariset
Pour les articles homonymes, voir Pariset.
Seyssinet-Pariset est une commune française, située dans le département de l'Isère, en région Auvergne-Rhône-Alpes.
La commune, qui se situe dans l'aire urbaine de Grenoble, est adhérente de la métropole Grenoble-Alpes Métropole depuis la création de cette communauté d'agglomération.
La plus grande partie de cette commune, souvent dénommée sous le simple vocable de Seyssinet, est située dans la banlieue limitrophe de la ville de Grenoble, dont elle n'est séparée, à l'est, que par le cours du grand torrent alpin, le Drac. Le village de Pariset est, quant à lui, situé sur les premières pentes du massif du Vercors, le long de la route de Saint-Nizier-du-Moucherotte.
À la suite d'un nouveau découpage territorial mis en application à l'occasion des élections départementales de 2015, le territoire de la commune est rattaché au canton de Fontaine-Seyssinet.

## Géographie

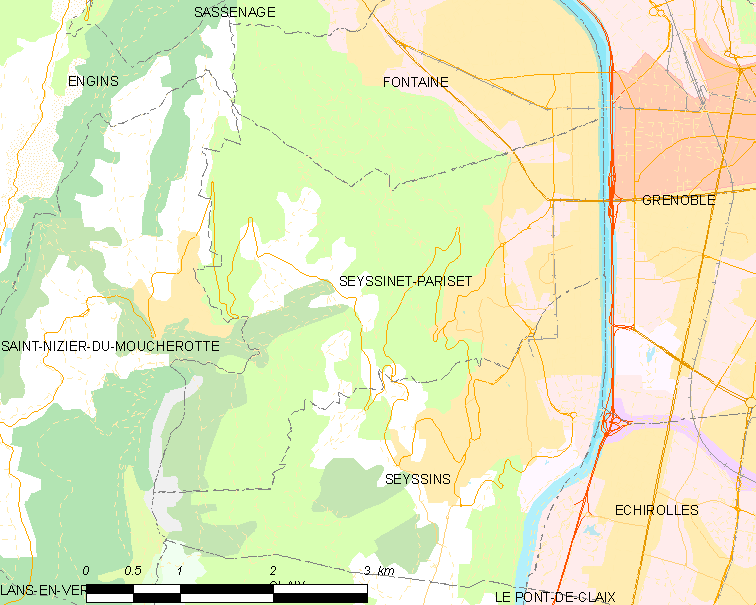
Carte du territoire de Seyssinet-Pariset.

### Situation
Le territoire communal de Seyssinet-Pariset est situé entre le massif du Vercors et la berge occidentale du Drac, affluent de l'Isère. La ville est membre de la métropole Grenoble Alpes Métropole.
Seyssinet-Pariset (hôtel de Ville) est située à environ 4 km du centre de Grenoble, préfecture de l'Isère, à 97 km de Lyon, préfecture de la région Auvergne-Rhône-Alpes et 575 km de Paris (par la route).

### Description
Le territoire communal de Seyssinet-Pariset est entièrement situé à l'ouest du torrent du Drac, affluent de l'Isère et dans la partie occidentale de l'agglomération grenobloise.
Son territoire est partagé en deux parties nettement distinctes : l'une (la moins importante en superficie), établie à l'est de la commune, est un secteur fortement urbanisé présentant un ensemble résidentiel d'immeubles et de villas s'étendant à proximité du Drac, affluent de l'Isère, et l'autre installé à l'ouest des terres communales, se présente comme un secteur, peu urbanisé, à vocation rurale et montagnarde et se situant dans les hauteurs.
La limite de partage de ces deux territoires se situent au niveau des falaises du massif du Vercors et seule, une échancrure dans cette falaise permet le passage d'une route conduisant au massif en traversant les anciens bourgs médiévaux de Seyssinet-village et Pariset.

### Géologie et relief
La mairie est située à 215 m d'altitude et le centre du hameau de Pariset est situé à 650 m d'altitude.

### Climat
Pour des articles plus généraux, voir Climat d'Auvergne-Rhône-Alpes et Climat de l'Isère.
En 2010, le climat de la commune est de type climat des marges montargnardes, selon une étude du Centre national de la recherche scientifique s'appuyant sur une série de données couvrant la période 1971-2000. En 2020, Météo-France publie une typologie des climats de la France métropolitaine dans laquelle la commune est exposée à un climat de montagne ou de marges de montagne et est dans la région climatique Alpes du nord, caractérisée par une pluviométrie annuelle de 1 200 à 1 500 mm, irrégulièrement répartie en été.
Pour la période 1971-2000, la température annuelle moyenne est de 11,4 °C, avec une amplitude thermique annuelle de 19,3 °C. Le cumul annuel moyen de précipitations est de 933 mm, avec 10,1 jours de précipitations en janvier et 6,5 jours en juillet. Pour la période 1991-2020, la température moyenne annuelle observée sur la station météorologique de Météo-France la plus proche, « Grenoble - Lvd », sur la commune du Versoud à 13 km à vol d'oiseau, est de 12,6 °C et le cumul annuel moyen de précipitations est de 981,1 mm,. Pour l'avenir, les paramètres climatiques de la commune estimés pour 2050 selon différents scénarios d'émission de gaz à effet de serre sont consultables sur un site dédié publié par Météo-France en novembre 2022.

#### Tableau des températures
- Températures minimales et maximales enregistrées en 2012, 2013 et 2014 à Seyssinet-Pariset

| Mois                              | jan. | fév. | mars | avril | mai  | juin | jui. | août | sep. | oct. | nov. | déc. |
| --------------------------------- | ---- | ---- | ---- | ----- | ---- | ---- | ---- | ---- | ---- | ---- | ---- | ---- |
| Température minimale moyenne (°C) | 0    | −3,2 | 2,3  | 7     | 9,8  | 14,6 | 13,5 | 15,5 | 11,5 | 8,5  | 3,6  | 0,1  |
| Température maximale moyenne (°C) | 8,4  | 4,2  | 18,4 | 17,6  | 23,4 | 26,9 | 27,7 | 29,5 | 23,1 | 18,2 | 12   | 6,6  |

| Mois                              | jan. | fév. | mars | avril | mai  | juin | jui. | août | sep. | oct. | nov. | déc. |
| --------------------------------- | ---- | ---- | ---- | ----- | ---- | ---- | ---- | ---- | ---- | ---- | ---- | ---- |
| Température minimale moyenne (°C) | −1,4 | −2   | 2,7  | 6,4   | 8,5  | 12,7 | 16,3 | 14,9 | 11,8 | 10,5 | 3    | −1,7 |
| Température maximale moyenne (°C) | 5,4  | 5,3  | 12,1 | 17,7  | 18,4 | 25   | 29,6 | 27,8 | 23,6 | 19,5 | 9,1  | 9,1  |

| Mois                              | jan. | fév. | mars | avril | mai  | juin | jui. | août | sep. | oct. | nov. | déc. |
| --------------------------------- | ---- | ---- | ---- | ----- | ---- | ---- | ---- | ---- | ---- | ---- | ---- | ---- |
| Température minimale moyenne (°C) | −1,1 | 2    | 2,7  | 6,8   | 8,7  | 13,9 | 14,7 | 14,3 | 12,6 | 10,2 | 5    | 1,4  |
| Température maximale moyenne (°C) | 8,9  | 10,7 | 16,4 | 19,9  | 21,5 | 27,6 | 24,8 | 25,4 | 23,5 | 21,3 | 13,9 | 8,1  |

### Hydrographie
Le territoire communal est sillonné de plusieurs cours d'eau : une rivière (le Drac) au débit torrentiel et quelques rus ou ruisseaux qui sont tous ses affluents.

#### Le Drac

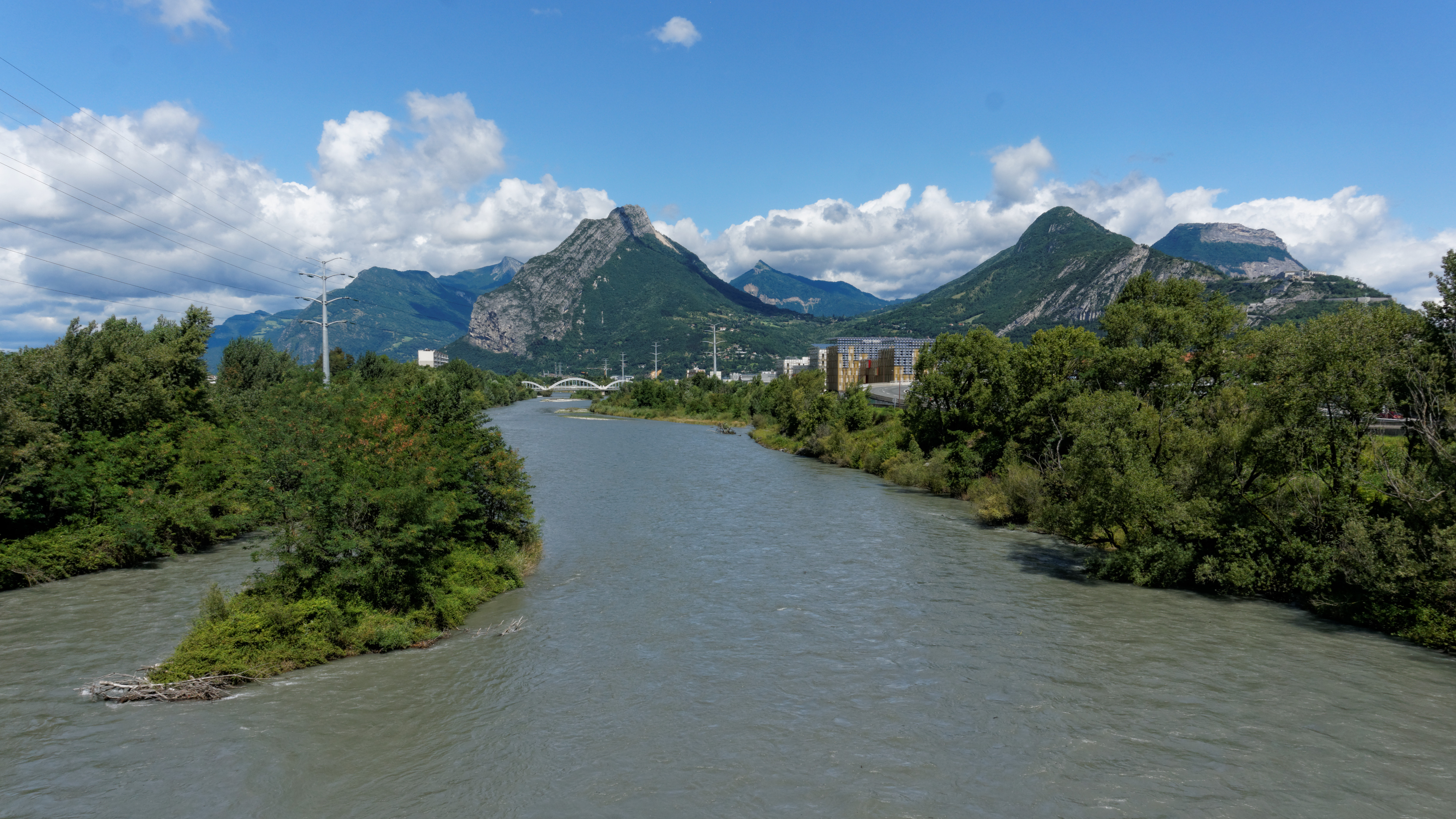
Le Drac entre Grenoble et Seyssinet.

Le Drac, principal affluent de l'Isère, longe la partie orientale de la commune sur toute la longueur du territoire. Cette rivière, parfois qualifiée de torrent, naît dans le Champsaur, dans le département des Hautes-Alpes à un peu plus de 2 000 mètres d'altitude et finit par se jeter dans l'Isère, à la limite nord du territoire de la commune voisine de Fontaine.
Ce torrent, dénommé quelquefois « Dragon » dans la tradition dauphinoise, connu pour ses crues dévastatrices, a fait l'objet de longs travaux d'endiguement au cours des XVIIe et XVIIIe siècles pour ensuite être franchi par trois ponts au niveau de la commune au cours du XIXe siècle et du XXe siècle.

#### Les autres cours d'eau
Deux autres ruisseaux sillonnent le territoire de la commune : le ruisseau du Bouteillart et le ruisseau des Arcelles.

### Transports

#### Transports en commun locaux

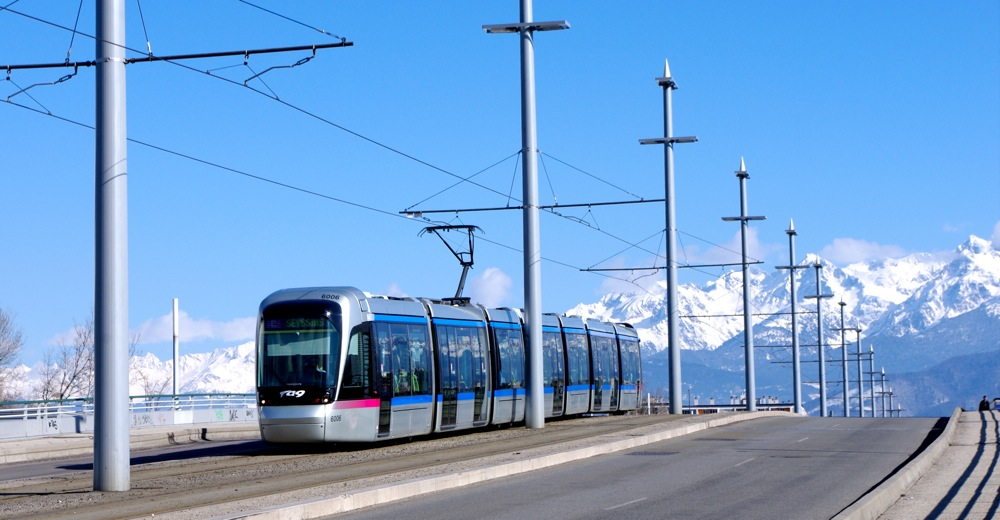
Le tramway de la ligne C sur le pont de Catane, en direction de Seyssinet-Pariset.

Le territoire communal est sillonné par trois lignes de bus et une ligne de tramway du réseau de Transports de l'agglomération grenobloise qui la relie avec les autres communes de l'agglomération grenobloise.
La ligne C du tramway de Grenoble relie la commune de Seyssins à celle de Saint-Martin-d'Hères sur 9,4 km de long. Cette ligne traverse une grande partie de la commune dans une direction est-ouest. Elle permet notamment de relier Seyssinet-Pariset avec Grenoble et son l'hôtel de ville, la bibliothèque d'étude de Grenoble et le Stade des Alpes, après avoir franchi le pont de Catane.
Des correspondances existent avec la ligne A, la ligne B, la ligne D, et la ligne E, au niveau du territoire de la ville de Grenoble :
- la ligne de bus C6 (dite ligne « chrono ») qui relie Seyssinet-Pariset avec le polygone scientifique de Grenoble et la commune de Saint-Martin-d'Hères (Henri Wallon) ;
- la ligne de bus 19 qui relie Seyssinet-Pariset avec la commune de Sassenage (l'Ovalie) et la commune de Fontaine ;
- la ligne de bus 20 qui relie Seyssinet-Pariset avec la commune de Veurey-Voroize (Mairie).

La ville héberge également un espace de stationnement mis à la disposition des usagers des transports en commun de la SEMITAG et dénommé « Parking-Relais »
| P+R Seyssinet-Pariset Hôtel de Ville | Seyssinet-Pariset | 75 places | C C6 20 |

#### Transport ferroviaire
La gare ferroviaire la plus proche est la gare ferroviaire SNCF de Grenoble, située à environ 3,5 km du centre de la commune. La gare routière est située à proximité de la gare ferroviaire. Les deux services sont reliés à la ville de Seyssinet par les transports en commun.

#### Transports individuels
Métrovélo est un parc service de location payante et de consigne de vélos géré par Grenoble-Alpes Métropole mis à la disposition des habitants de l'agglomération et des visiteurs. Un box de consigne dit « MétroVélo Box » est situé sur le territoire de la commune à proximité de l'hôtel de ville.
De nombreuses pistes cyclables sillonnent le territoire communal, notamment le long de la digue du Drac, sur l'avenue de l'Europe et l'avenue Victor Hugo réaménagées à lors de l'installation de la ligne de tramway.
La commune possède, en outre un secteur piétonnier notable, situé autour du centre commercial de la Fauconnière et du Parc Lesdiguières.

### Voies de communication

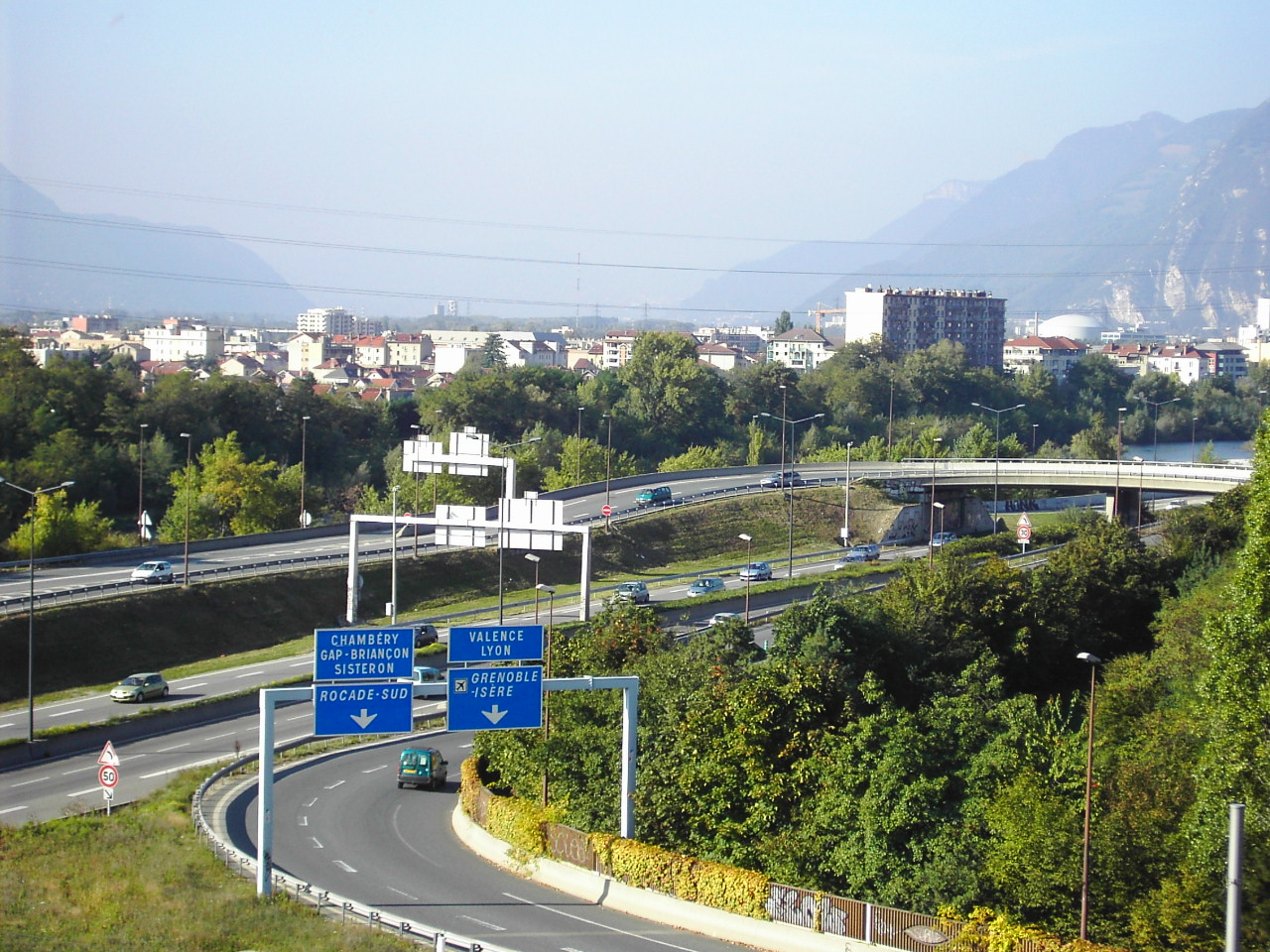
Seyssinet-Pariset depuis l'échangeur du Pont de Catane.

Située dans l’agglomération grenobloise, le territoire de Seyssinet-Pariset se situe à un point de convergence de plusieurs lignes routières et autoroutières, dont :
- l'autoroute A480 (rocade ouest de Grenoble) : il s'agit d'une autoroute urbaine totalement gratuite desservant l'ouest de l'agglomération de Grenoble sur une distance de 12,5 km. Cette autoroute qui a tout d'abord porté le numéro B48 jusqu'en 1982 présente une sortie vers Seyssinet-Pariset à la hauteur du pont de Catane (sortie no 3 « Grenoble-centre - Seyssinet-Pariset - Z.I. des Vouillands » ;
- l'ancienne route nationale 532 ou RN 532, route nationale française reliant Saint-Péray (Ardèche) à Grenoble (Isère). En 2006, elle est déclassée dans le département de l’Isère en RD 1532 ; elle traverse le territoire de Seyssinet-Pariset depuis le nord-ouest (commune de Fontaine) vers le sud-est.

## Urbanisme

### Typologie
Au 1er janvier 2024, Seyssinet-Pariset est catégorisée grand centre urbain, selon la nouvelle grille communale de densité à sept niveaux définie par l'Insee en 2022.
Elle appartient à l'unité urbaine de Grenoble, une agglomération intra-départementale regroupant 38  communes, dont elle est une commune de la banlieue,,. Par ailleurs la commune fait partie de l'aire d'attraction de Grenoble, dont elle est une commune du pôle principal,. Cette aire, qui regroupe 204 communes, est catégorisée dans les aires de 700 000 habitants ou plus (hors Paris),.

### Occupation des sols
L'occupation des sols de la commune, telle qu'elle ressort de la base de données européenne d’occupation biophysique des sols Corine Land Cover (CLC), est marquée par l'importance des forêts et milieux semi-naturels (62 % en 2018), en diminution par rapport à 1990 (64,2 %). La répartition détaillée en 2018 est la suivante : 
forêts (61,5 %), zones urbanisées (20,1 %), prairies (11,7 %), zones industrielles ou commerciales et réseaux de communication (5,4 %), eaux continentales (0,9 %), espaces ouverts, sans ou avec peu de végétation (0,5 %). L'évolution de l’occupation des sols de la commune et de ses infrastructures peut être observée sur les différentes représentations cartographiques du territoire : la carte de Cassini (XVIIIe siècle), la carte d'état-major (1820-1866) et les cartes ou photos aériennes de l'IGN pour la période actuelle (1950 à aujourd'hui).

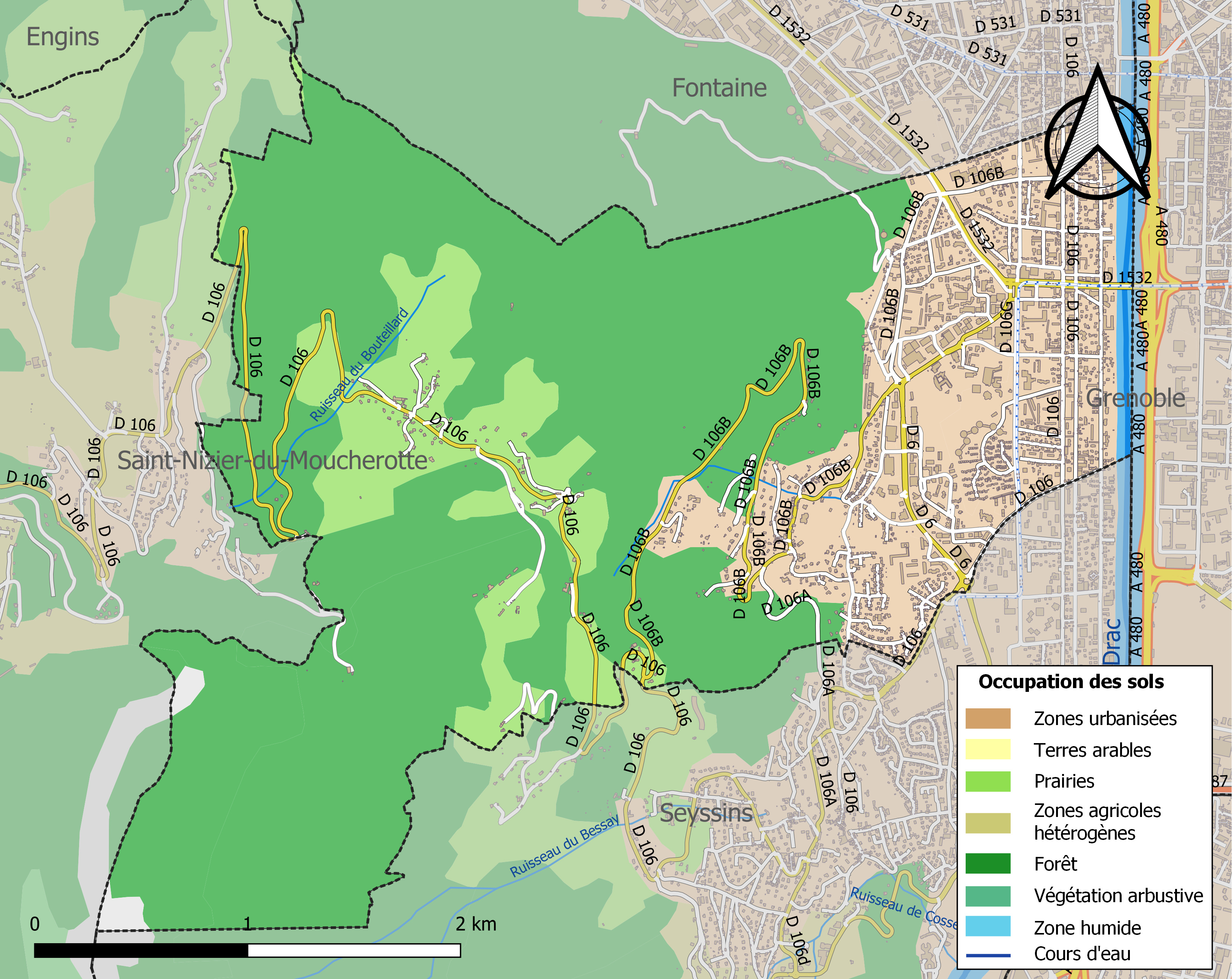
Carte des infrastructures et de l'occupation des sols de la commune en 2018 (CLC).

### Morphologie urbaine

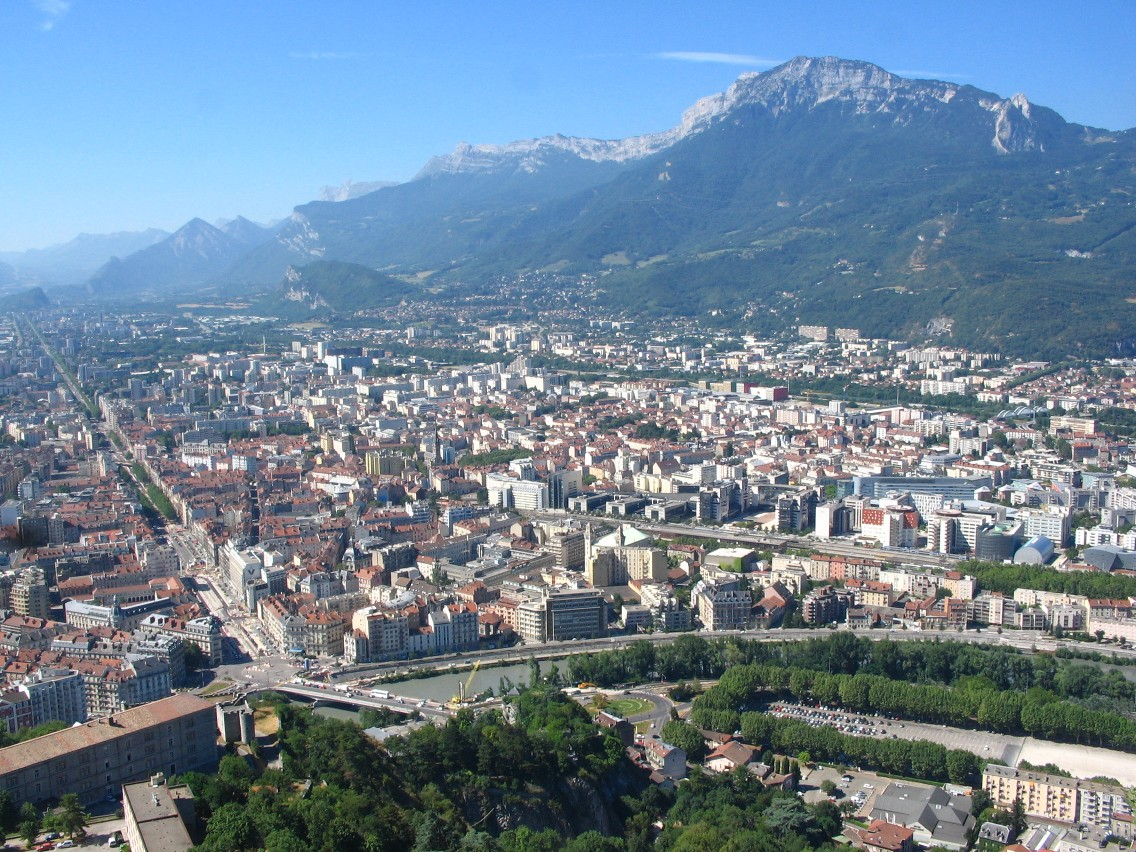
Le territoire communal de Seyssinet-Pariset, inclus dans l'agglomération grenobloise est situé entre le Moucherotte et le Drac (au fond à droite sur la photo)

À l'origine, les bourgs de Seyssinet et de Pariset, tous les deux situés sur les premiers contreforts du massif du Vercors à trois kilomètres de distance, l'un de l'autre, ne furent que deux modestes villages dont les centres urbains se concentraient autour de son église pour Seyssinet et son château médiéval pour Pariset.
Ces bourgs ancestraux furent établis en hauteur, pour ne pas avoir à subir les crues violentes du Drac, le grand torrent alpin voisin qui a longtemps ravagé, avec l'Isère, la plaine de Grenoble.
Progressivement, à la suite de la construction de digues protégeant des crues, puis durant la révolution industrielle, la commune s'est transformée en une ville de banlieue comme sa voisine, la commune de Fontaine, bien que cette dernière, avantagée par la présence de deux ponts la reliant directement à Grenoble et son agglomération, connut une progression démographique plus rapide au cours des XIXe siècle et XXe siècle. la construction du pont de Catane en 1963 encouragea cependant l'urbanisation de la commune et aujourd'hui, celle-ci présente, dans sa partie basse une vocation urbaine très nette et assez dense où se côtoient quelques grands ensembles et des villas de type pavillonnaire. Au fur et à mesure de l'augmentation de sa population, des quartiers plus ou moins disparates se sont créés pour finir par créer un ensemble urbain caractéristique de la rive gauche du Drac ou situent également les villes voisines de Sassenage et de Seyssins.
Cependant, les hauteurs de la commune où se situe notamment le village de Pariset ont gardé un fort aspect rural du fait de la configuration géologique d'un territoire typiquement montagnard.

### Les secteurs de la commune
La commune est divisée en de nombreux quartiers répartis en cinq secteurs principaux :
- la partie orientale proche du Drac située au nord et à l'est de la route nationale 532 dite route de Valence (boulevard de l'Europe) où se situe notamment le lycée Aristide Bergès et l'hôtel de ville ;
- la partie orientale également proche du Drac, mais située au sud de cette même route avec notamment le centre commercial de « la Fauconnière », le collège Pierre Dubois et le stade ;
- la partie septentrionale située à l'ouest de cette même route, face à la falaise avec la gendarmerie avec notamment la rue du Moucherotte comme artère centrale ;
- les deux parties occidentales avec l'ancien village de Seyssinet, situées sur une élévation de la route et le village de Pariset, ancienne commune devenu simple hameau et qui domine le territoire communal avec son donjon ruiné et son émetteur hertzien.

Le découpage IRIS (Ilots Regroupés pour l'Information Statistique,) de l'Insee compte douze secteurs distincts :
| Secteur IRIS       | Réf. INSEE |
| Les Îles-Nord      | 0 101      |
| Les Îles-Sud       | 0 102      |
| La Fauconnière     | 0 103      |
| Pacalaire          | 0 104      |
| Le Village         | 0 105      |
| Haut de la commune | 0 106      |

### Eau et assainissement
La collectivité de Grenoble-Alpes Métropole détient la gestion du cycle de l’eau sur l'ensemble des 49 communes de son territoire assurant la protection des ressources, la production d’eau potable, la distribution aux usagers, ainsi que la collecte et le traitement des eaux usées.

### Risques naturels et technologiques

#### Risques sismiques
Le territoire de Seyssinet-Pariset est situé en zone de sismicité no 4 (sur une échelle de 1 à 5), comme l'ensemble des communes du territoire de l'agglomération grenobloise.
| Type de zone | Niveau            | Définitions (bâtiment à risque normal) |
| ------------ | ----------------- | -------------------------------------- |
| Zone 4       | Sismicité moyenne | accélération = 1,6 m/s2                |

#### Risques d’inondation
Le Drac est endigué depuis le xixe siècle, néanmoins la zone inondable a récemment été étendue et les contraintes de construction et de précaution ont été renforcées — et contestées —, aussi récemment que 2019[réf. nécessaire].

#### Autres risques
Seyssinet-Pariset est une des trente-sept communes du département de l'Isère classée pour le risque incendie de forêt.

## Toponymie
Selon André Planck, auteur d'un ouvrage sur la toponymie des communes de l'Isère, le nom Seyssinet-Pariset a une double signification correspondant aux deux anciens bourgs :
- Seyssinet doit son origine au terme latin « Saxeus » qui donna son nom à la cité voisine de Seyssins qui signifie rocher et du diminutif -et (autrefois, le village de Seyssinet était plus petit que celui de Seyssins) ;
- Pariset doit son origine au terme latin Paries qui signifie « muraille, paroi » évoquant probablement la proximité des falaises du Vercors et n'a donc aucun rapport avec le nom de la capitale de la France.

## Histoire

### Préhistoire
Le hameau de Pariset compte deux sites préhistoriques importants pour la connaissance du peuplement de la région.
1. Dans la grotte dite « des Sarrasins », au pied de la tour sans Venin, des fouilles effectuées en 1880 puis durant les années 1965 à 1971 ont livré sur trois mètres d'épaisseur, des vestiges s'étalant sur toutes les périodes, du Néolithique récent au Moyen Âge, depuis le début de la mise en valeur agricole des flancs du Vercors[23].
2. Au Chatelas, une nécropole avec sept inhumations fut découverte en 1915. Une abondance de bracelets de bronze permit de la dater de la fin du premier âge du fer (Hallstatt), vers le VIe siècle av. J.-C.[24].

### Moyen Âge et Renaissance
Dans les environs de la nécropole préhistorique, les vestiges de la motte du Chatelas, situé à 80 m du rocher du Chatela datent de l'époque médiévale.

### Temps Modernes
En 1753, le village et la région de Grenoble connaissent le premier tremblement de terre dont l'Histoire ait gardé trace.

### Époque Contemporaine

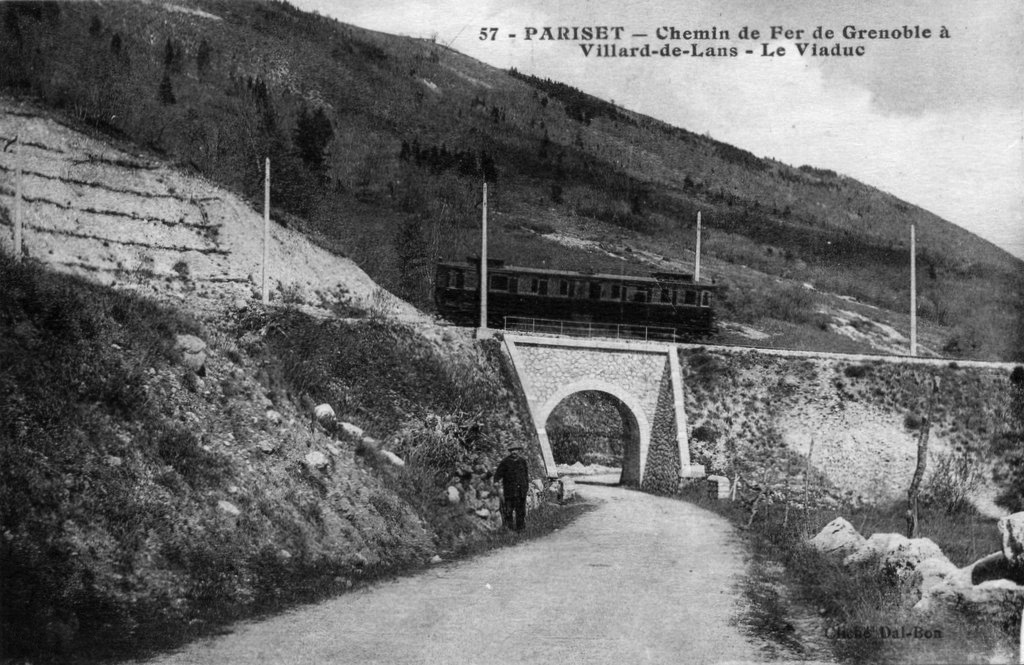
Le Tramway Grenoble - Villard-de-Lans sur un viaduc à Pariset au début du XXe siècle.

À l’origine, la petite commune de Pariset se composait de trois parties bien distinctes mais reliées par un tramway : Seyssinet, Pariset et Saint-Nizier. Ces « bourgs » étant très éloignés les uns des autres, et les métiers très divergents, le conseil municipal étudia le projet de division de cette grande commune en deux nouvelles. En 1926, le projet est adopté à la majorité : deux communes doivent voir le jour : Seyssinet et Pariset-Saint-Nizier mais à la suite d’une nouvelle enquête, les nouveaux conseils municipaux remarquent que Pariset désire être rattachée à Seyssinet. Pour finir les deux nouvelles communes seront Seyssinet-Pariset et Saint-Nizier-du-Moucherotte. Durant la période d'entre-deux-guerres, la commune s'appela : Seyssinet-Pariset-la Tour Sans Venin, mais le dernier lieu-dit fut enlevé, par la suite, afin d'alléger le nom de la commune. La gare du chemin de fer de Grenoble à Villard-de-Lans, implantée à Pariset, était dénommée « Pariset-la Tour Sans Venin ». Cette mesure de changement de dénomination, coup après coup, reste assez exceptionnelle dans l’histoire de la IIIe République. Aujourd’hui très proche de Grenoble, le centre de la commune s’en rapproche encore depuis l’ouverture de la troisième ligne de tramway de l’agglomération grenobloise.

## Politique et administration

### Administration municipale
Le maire actuel de la commune est Guillaume Lissy (DVG), élu en juin 2020. Celui-ci est assisté dans sa fonction par neuf maires adjoints et sept conseillers délégués.
Le conseil municipal est actuellement composé de trois groupes politiques avec trente-trois membres élus.

### Jumelages
La ville de Seyssinet-Pariset, depuis le 31 mai 1986, est jumelée avec :
- San Giovanni Lupatoto (Italie) depuis 1986[28]

## Population et société

### Démographie
L'évolution du nombre d'habitants est connue à travers les recensements de la population effectués dans la commune depuis 1793. Pour les communes de plus de 10 000 habitants les recensements ont lieu chaque année à la suite d'une enquête par sondage auprès d'un échantillon d'adresses représentant 8 % de leurs logements, contrairement aux autres communes qui ont un recensement réel tous les cinq ans,.

En 2022, la commune comptait 11 784 habitants, en évolution de −1,64 % par rapport à 2016 (Isère : +3,07 %, France hors Mayotte : +2,11 %).
| 1793 | 1800 | 1806 | 1821 | 1831 | 1836 | 1841 | 1846  | 1851 |
| ---- | ---- | ---- | ---- | ---- | ---- | ---- | ----- | ---- |
| 571  | 673  | 730  | 734  | 914  | 957  | 973  | 1 006 | 936  |

| 1856 | 1861 | 1866 | 1872 | 1876 | 1881 | 1886 | 1891 | 1896 |
| ---- | ---- | ---- | ---- | ---- | ---- | ---- | ---- | ---- |
| 944  | 932  | 930  | 914  | 904  | 886  | 903  | 992  | 904  |

| 1901 | 1906 | 1911 | 1921 | 1926  | 1931  | 1936  | 1946  | 1954  |
| ---- | ---- | ---- | ---- | ----- | ----- | ----- | ----- | ----- |
| 861  | 846  | 970  | 951  | 1 342 | 1 319 | 1 358 | 1 612 | 2 072 |

| 1962  | 1968   | 1975   | 1982   | 1990   | 1999   | 2006   | 2011   | 2016   |
| ----- | ------ | ------ | ------ | ------ | ------ | ------ | ------ | ------ |
| 4 539 | 10 869 | 12 157 | 12 893 | 13 241 | 13 074 | 12 826 | 12 227 | 11 981 |

| 2021   | 2022   | - | - | - | - | - | - | - |
| ------ | ------ | - | - | - | - | - | - | - |
| 11 753 | 11 784 | - | - | - | - | - | - | - |

### Enseignement
Rattachée à l'académie de Grenoble, la commune héberge un ensemble d'établissements scolaires couvrant les besoins du territoire ouest de l'agglomération composé de plusieurs écoles maternelles, primaires, d'un collège et d'un lycée.
On peut également mentionner l'école municipale agréée de musique et de danse.

#### Enseignement primaire
La commune de Seysinet-Pariset présente sur son territoire trois groupes scolaires comprenant pour chacun une école maternelle et une école primaire ainsi qu'une école maternelle et une école primaire séparée. Ces groupes scolaires sont.
- Le groupe scolaire « Vercors »;
- Le groupe scolaire « Chamrousse »;
- Le groupe scolaire « Moucherotte »;
- L'école maternelle « Chartreuse » et l'école primaire « du village »

#### Enseignement Secondaire

##### Collège
Le collège public « Pierre Dubois » est situé avenue du Général-de-Gaulle, proche du centre de la commune.

##### Lycée
Le lycée  polyvalent général et tertiaire « Aristide Bergès » est situé 10, avenue Aimé Bouchayer, non loin de la limite avec la commune voisine de Fontaine.

### Équipements et clubs sportifs

#### Équipements sportifs
La commune héberge plusieurs installations sportives sur son territoire, soit deux gymnases (gymnase Louis Carrel et gymnase Nominé). Le centre sportif Aristide Bergès (accolé au lycée) dispose de nombreuses salles (escalade, musculation, deux terrains de sport, terrain extérieur...)
Elle compte également six courts de tennis en plein air et deux courts de tennis couverts ainsi qu'un équipement de skate park, un terrain de boules lyonnaises, une piscine, située allée des glycines et le centre sportif J. Guétat avec son stade, sa poste d'athlétisme et ses plateaux d'évolution d'éducation physique et sportive pour les adultes et les scolaires.

#### Clubs sportifs
La commune possède de nombreuses associations sportives sur son territoire dont un club de football (l'amicale club seyssinettois) et un club de natation (l'AC seyssinettois natation)

### Cultes
Les habitants disposent de lieux de culte catholique et de culte protestant.

#### Culte catholique
La communauté catholique dépend de la paroisse Saint-Michel-du-Drac, elle même rattachée au diocèse de Grenoble-Vienne.

#### Culte protestant
Il existe également une église protestante évangélique dans la zone industrielle de la Percevalière.

### Médias
Afin d'informer les habitants et les visiteurs, la municipalité a installé plusieurs panneaux d'affichage électronique municipal, situés dans des différents secteurs de la commune.

#### Presse écrite
Historiquement, le quotidien régional Le Dauphiné libéré consacre, chaque jour, y compris le dimanche, dans son édition de Grenoble, un ou plusieurs articles à l'actualité de la ville, ses quartiers ainsi que des informations sur les éventuelles manifestations locales.
Le journal local La Gazette, publié de façon périodique, est une revue d'information municipale publié mensuellement et distribué gratuitement aux habitants de la commune. Les anciens numéros peuvent être consultés sur le site de la commune.

#### Presse audiovisuelle
La commune est située sur l'aire de diffusion de radio Ici Isère, une radio publique qui émet sur tout le territoire du département de l'Isère.

## Économie
La commune fait partiellement partie de l'aire géographique de production et transformation du « Bois de Chartreuse », la première AOC de la filière Bois en France.

### Secteur artisanal et commercial
Le centre commercial de la Fauconnière est à proximité de l'hôtel de ville de la commune et comprend une enseigne de la grande distribution et quelques petits commerces.

### Secteur industriel
L'éditeur de logiciels Hardis est installé sur la zone d'activité de la Tuilerie.

## Culture locale et patrimoine

### Lieux et monuments
- Église Notre-Dame des Îles

#### Église Saint-Pierre
L'église Saint-Pierre de style roman remanié est déjà citée dans un document du XIIe siècle comme église paroissiale. Selon le site de la mairie, celle-ci a probablement été construite sur les vestiges de l'ancienne chapelle du château seigneurial.

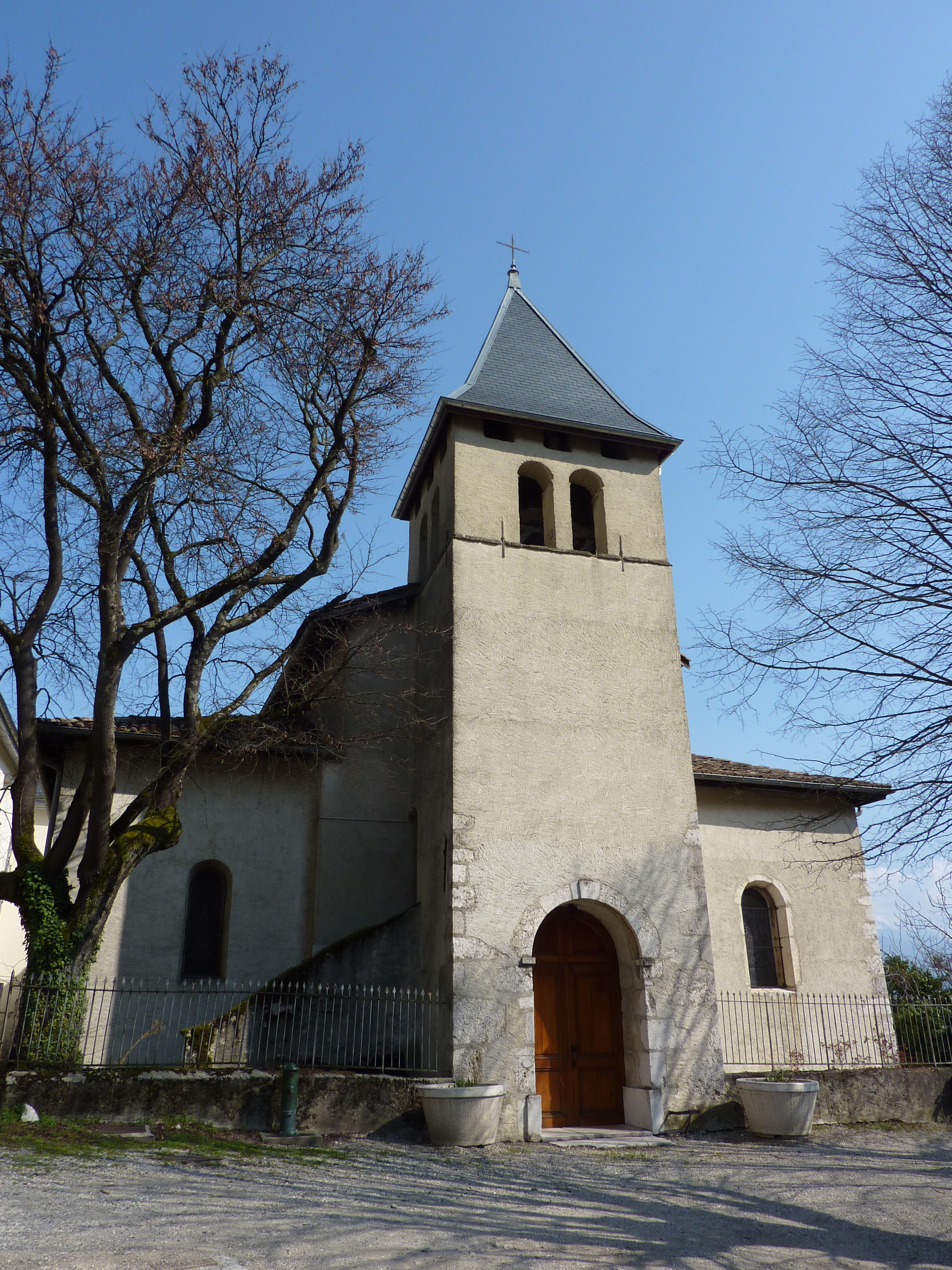
Église de Seyssinet.
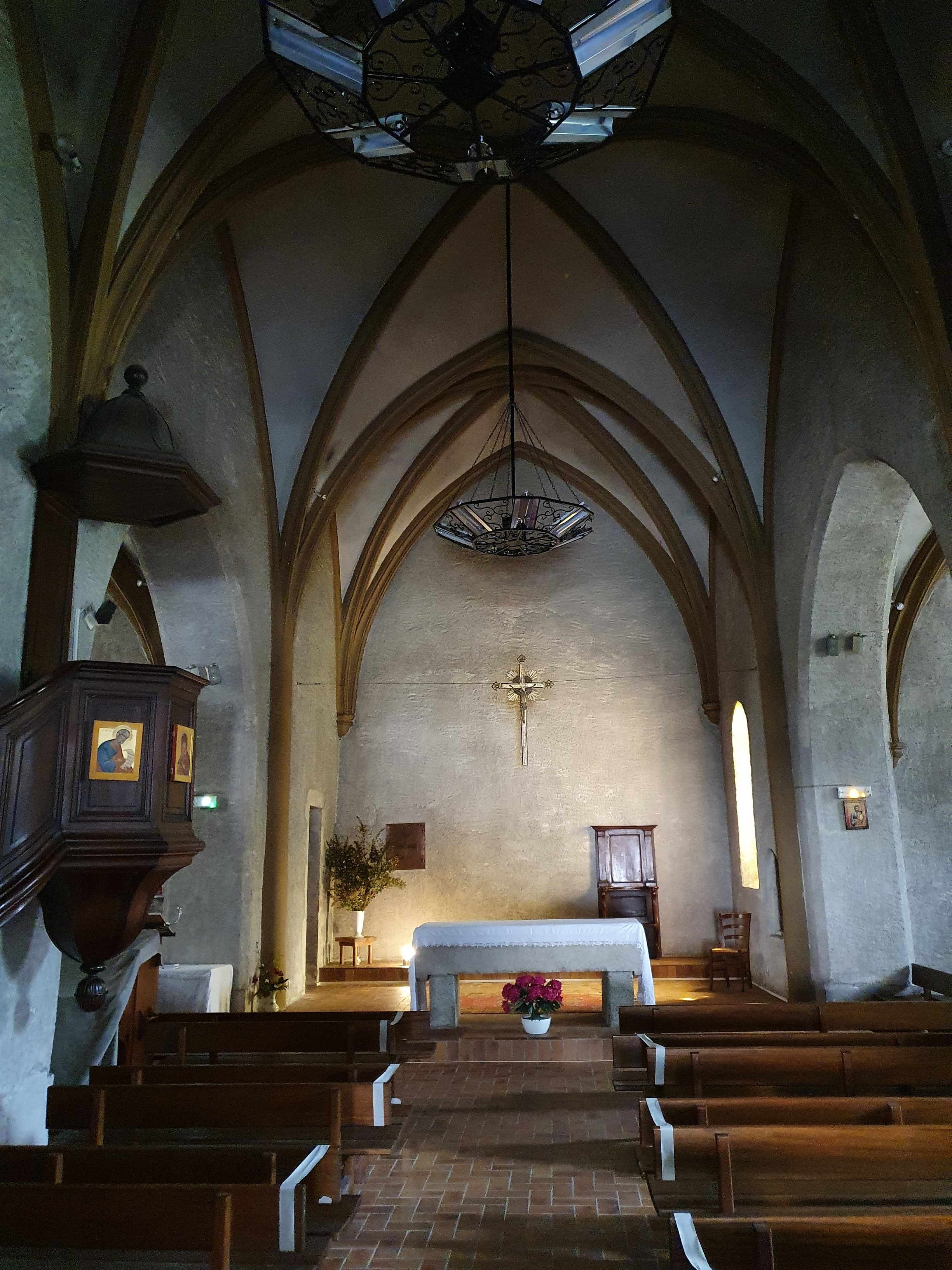
Vue intérieure de l'église.
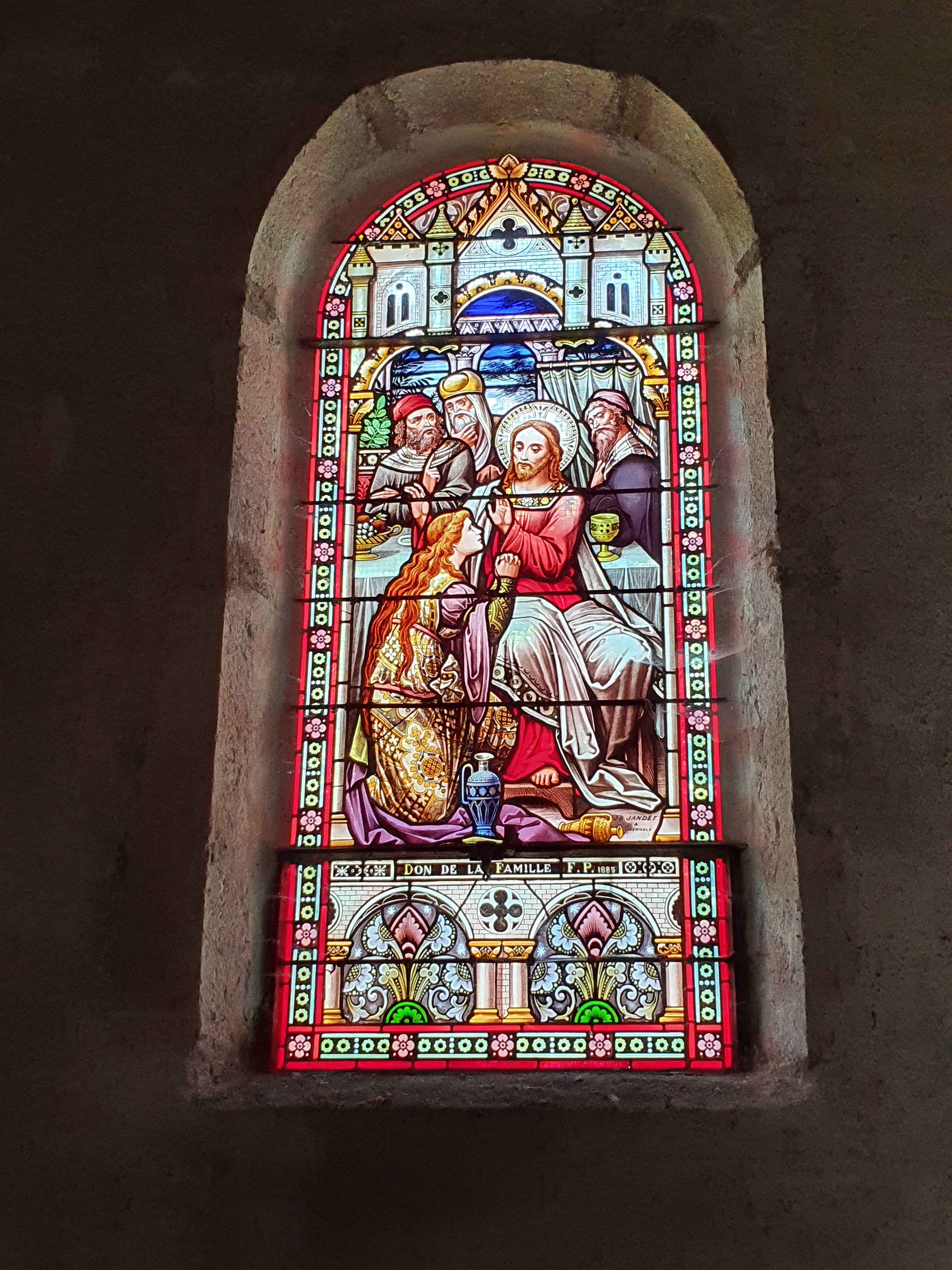
Détail d'un vitrail.

#### Le château des Combes

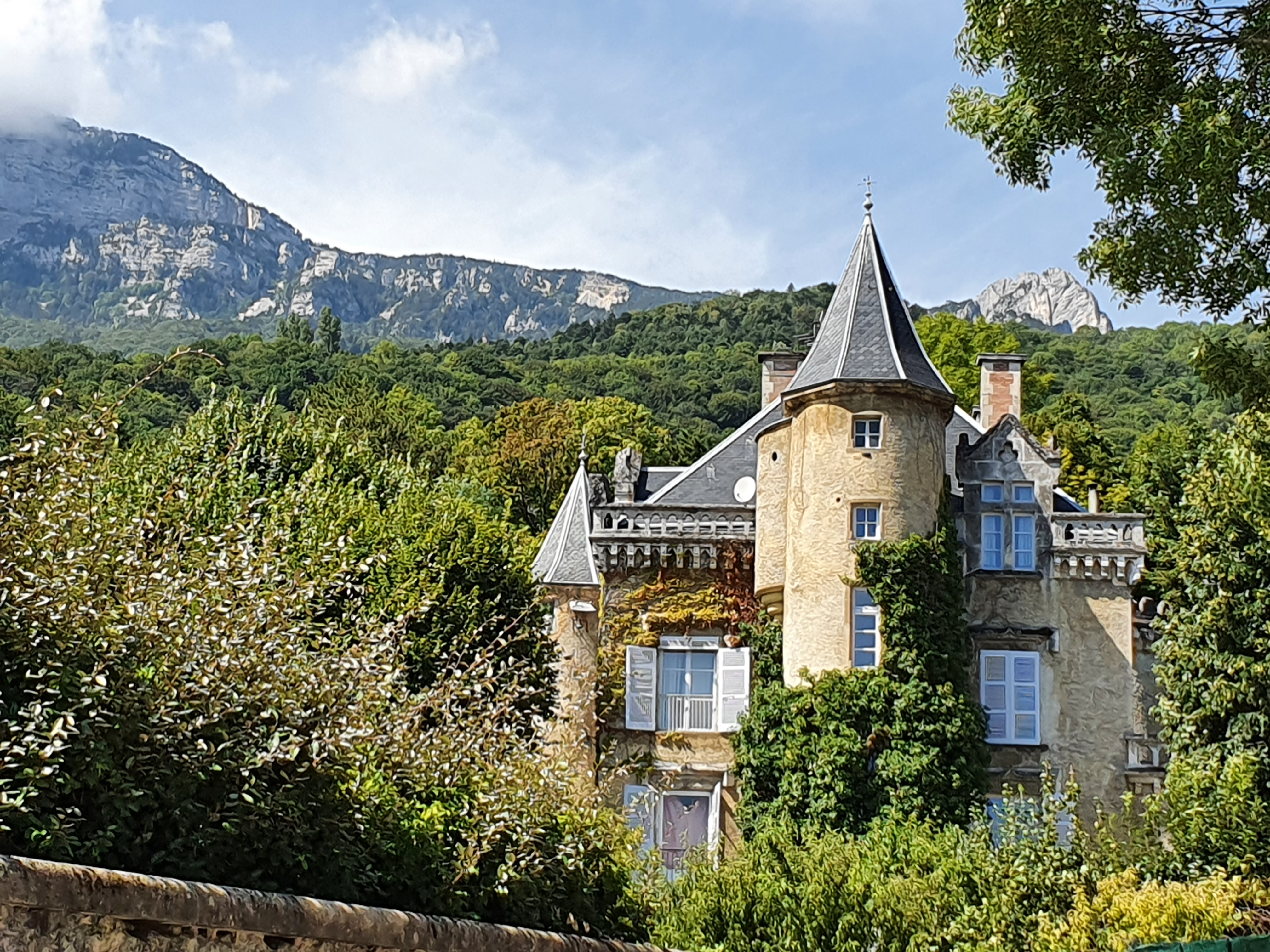
Le château des Combes et le Moucherotte en arrière-plan

Situé en contrebas de l'église Saint-Pierre et dénommé à l'origine, « château de Combe », car situé dans un pli de la montagne dénommé « clos-aux-combes », le « château des Combes » a été érigé en 1634 sous sa forme actuelle, avec ses deux tours, mais avec un toit à faible pente et tuiles romaines. Selon la tradition religieuse catholique, ce château aurait abrité François de Sales, alors évêque de Genève lors de ses venues à Grenoble en 1616 et en 1618. Propriété privée, ce château peut néanmoins être visité à l'occasion de certains événements locaux.

#### Le château de Beauregard
Cette demeure est un château de plaisance datant du XVIIIe siècle, est classé comme Monument historique par arrêté du 15 décembre 1997 : le grand salon et la chambre contiguë situés au rez-de-chaussée sont classés, tandis que le château en totalité, sauf les pièces classées, et son parc en totalité, y compris les serres et les fabriques, sont inscrits.

#### La tour sans Venin

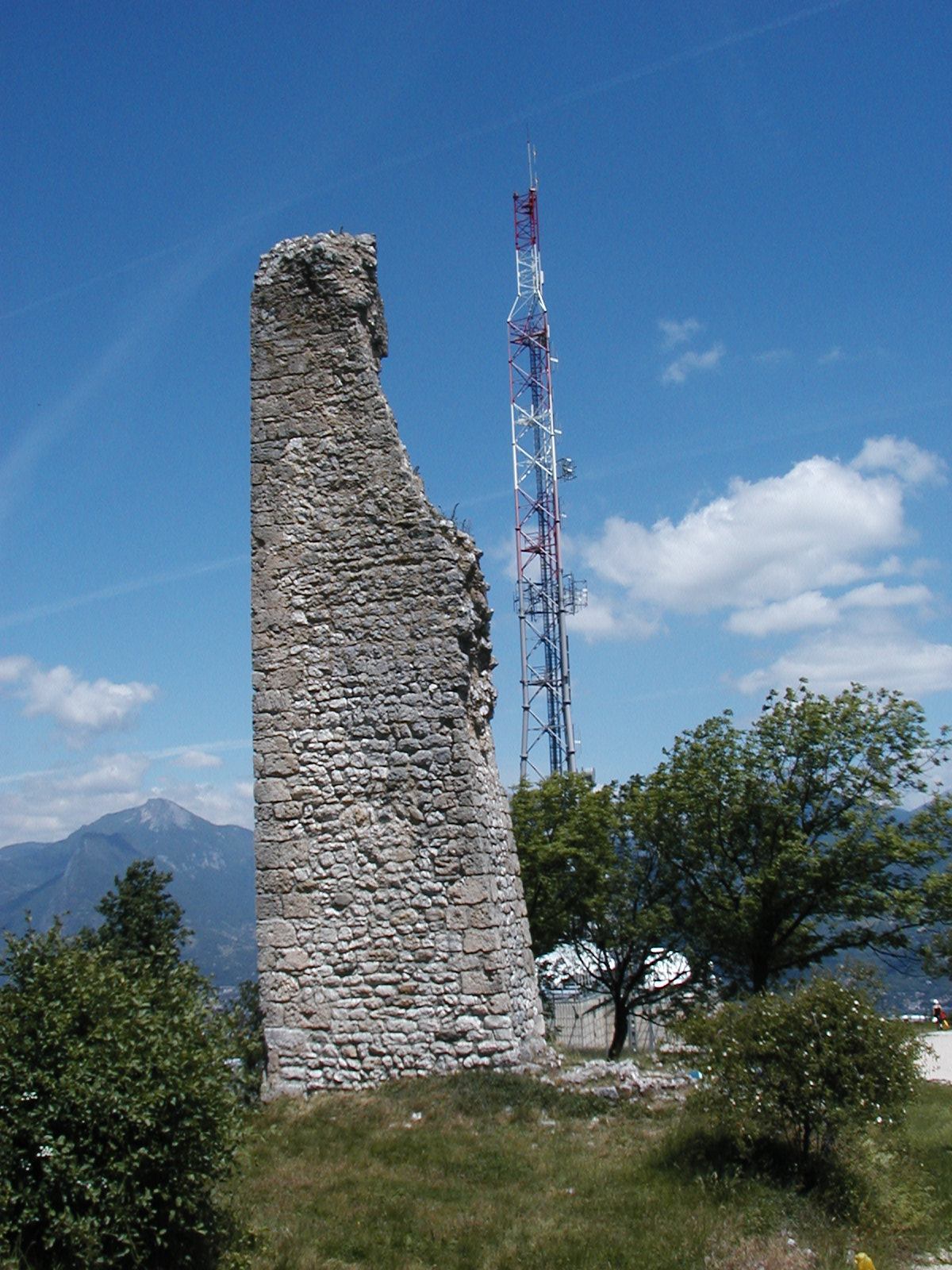
La tour sans venin

Située en contrebas du hameau de Pariset et dominant la dépression grenobloise, la « tour sans Venin », aujourd'hui en grande partie ruinée, correspond aux vestiges du donjon de l'ancien château de Pariset dont l'origine remonte au XIe siècle. Une légende locale narre les exploits du seigneur de Pariset qui aurait rapporté, à la suite d'une croisade menée en Terre sainte un bouclier rempli de terre prélevée sur le sol même du Saint-Sépulcre et répandit celle-ci sur le sol autour de son château ou se situe actuellement la tour, ce qui aurait entraîné la disparition définitive de tous les serpents et autres reptiles dont certains sont venimeux, d'où le nom donné à cette tour.
Ce monument, parfaitement accessible depuis la route de Lans-en-Vercors, est connu parmi les sept merveilles du Dauphiné. Au pied de cette ruine, le visiteur peut découvrir un vaste panorama sur l'agglomération grenobloise.
Au pied de cette tour ruinée, subsiste une petite chapelle romane du XIIIe siècle qui est restée intacte. Près de celle-ci, il a été découvert une grande pierre plate, probablement un ancien autel, présentant une inscription latine : « ISIDI MATRI SEX- CLAUDIUS VALERIANUS ARAM CUM SUIS ORNAMENTIS UT VOVERAT D-D », qui a été traduite en ces termes : A Isis mère, Sextius Claudius Valeriannus a dédié cet autel avec ses ornements,.
Le site accueille, en outre, un émetteur de télévision dénommé «Grenoble 2 - La tour sans venin», assurant la couverture hertzienne correspondant à la diffusion de la télévision numérique terrestre de la région grenobloise. Les opérateurs concernés sont TDF et Towercast.

### Patrimoine naturel

#### Le bois des Vouillants
Le bois des Vouillants, situé en flanc du massif du Vercors, à l'ouest de Seyssinet-Pariset, est un espace naturel et historique géré conjointement par Grenoble-Alpes Métropole et l'Office national des forêts. Ce bois, d'une superficie de 474 hectares, abrite une richesse animalière, botanique et historique. Les vestiges qui parsèment ce lieu nous rappellent l'époque où des populations gauloises et romaines étaient présentes dans la région. À l'intérieur de ce bois, nous pouvons croiser le chemin de blaireaux, de renards, de sangliers et de chevreuils, ainsi que des oiseaux tels que le Faucon pèlerin et le Grand Corbeau. Les divers sentiers sinueux invitent les randonneurs à découvrir chaque recoin de cette forêt. Au cœur du bois, un espace naturel sensible préserve la biodiversité et la beauté naturelle de cet endroit. Au XVIIIe siècle, le célèbre philosophe Jean-Jacques Rousseau a séjourné dans le château de Beauregard, situé à proximité du Bois des Vouillants.

### Les autres monuments
- La maison de Maria Alejandra.

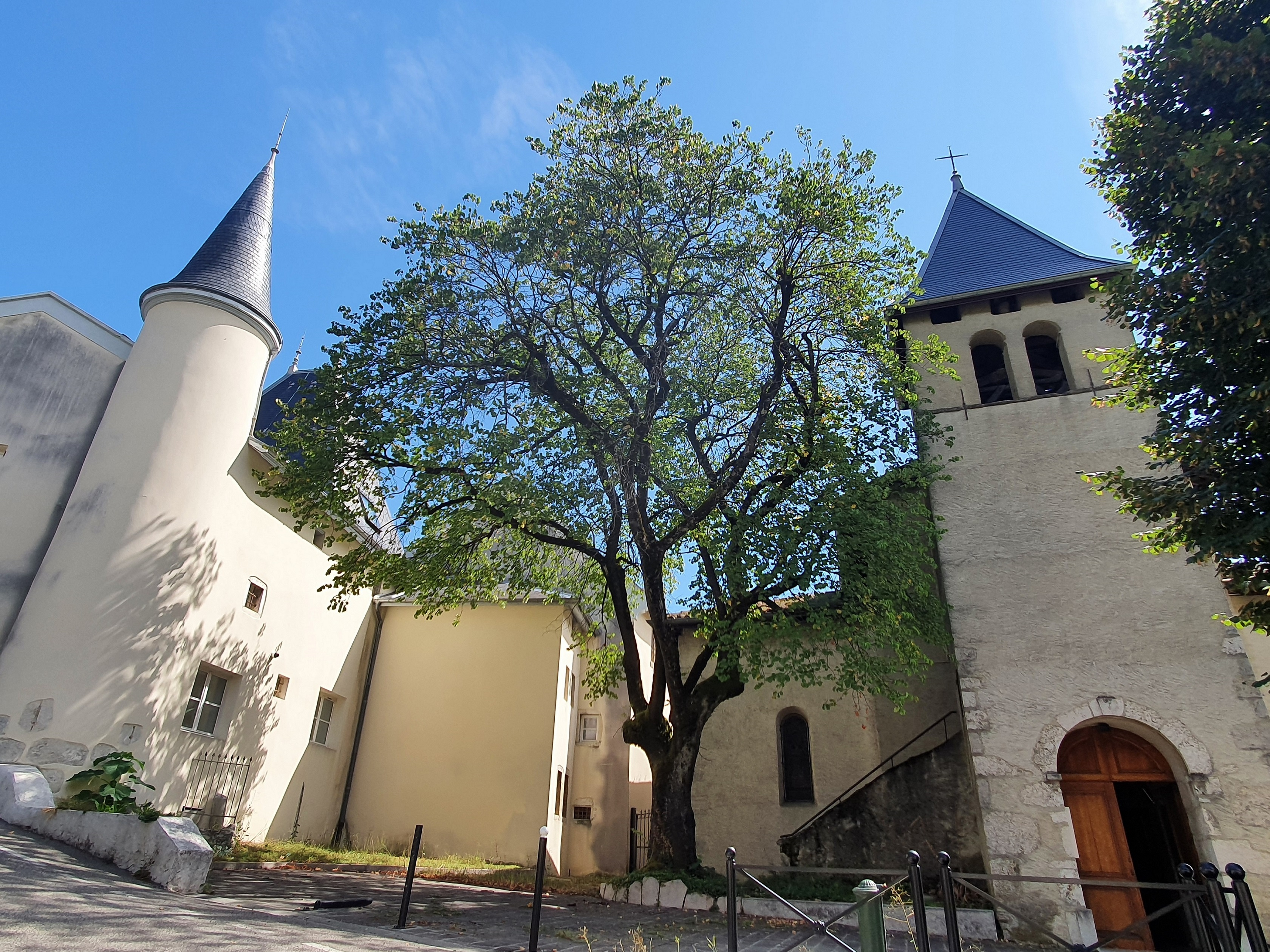
Le château Bietrix à côté de l'église Saint-Pierre

- Le manoir des Eybert, du XVIIe siècle (actuel château Bietrix).
- Le manoir de la Coste, bâti sur les ruines de la maison forte de Colonges.
- La motte castrale du Chatelas[24].
- Le château de Seyssinet, dit La Batie, du XIIIe siècle, se situait à côté de l'église. En 1790 avait déjà disparu sans laisser de traces[24].
- Les vestiges de la maison forte du Grand Pariset, qui n'est pas citée dans les textes anciens, sont éloquentes. Selon Eric Tasset, cette maison forte pourrait correspondre à celle de Didier de Brive, non encore localisée. Cependant, selon l'enquête de 1339, d'autres maisons fortes aujourd'hui disparues existaient dans la paroisse de Pariset au Moyen Âge : les maisons fortes de Pariset, d'Eyssalteriis et de Renest[24].
- Maison forte de Vizan-Bel-Air, au lieu-dit Visan[24].
- Maison forte des Colognes, citée en 1339 ; Albert de Vernisy suppose la reconnaitre dans l'ancienne maison à l'angle de rue H. Berlioz et rue A. Chollier, tandis que pour Eric Tasset cela est difficilement dimostrable, surtout car le hameau dit Cologne se trouve au Nord et pas au Sud de Seyssinet sur la carte de Cassini du XVIIe siècle. Au même temps, Eric Tasset suggère que la maison indiquée par de Vernisy pourrait correspondre à la maison de Soffrariis ou à celle de Lucara, présentes elles aussi dans l'enquête de 1339[24].
- Manoir des Roux de Commier, ou des Benoit, au village de Seyssinet. Aujourd'hui il y a des logements[24].
- Manoir des Eybert, du XVIIe ou XVIIIe siècle, contre l'église Saint-Pierre de Seyssinet. Aujourd'hui il y a des logements[24].

### Équipements culturels

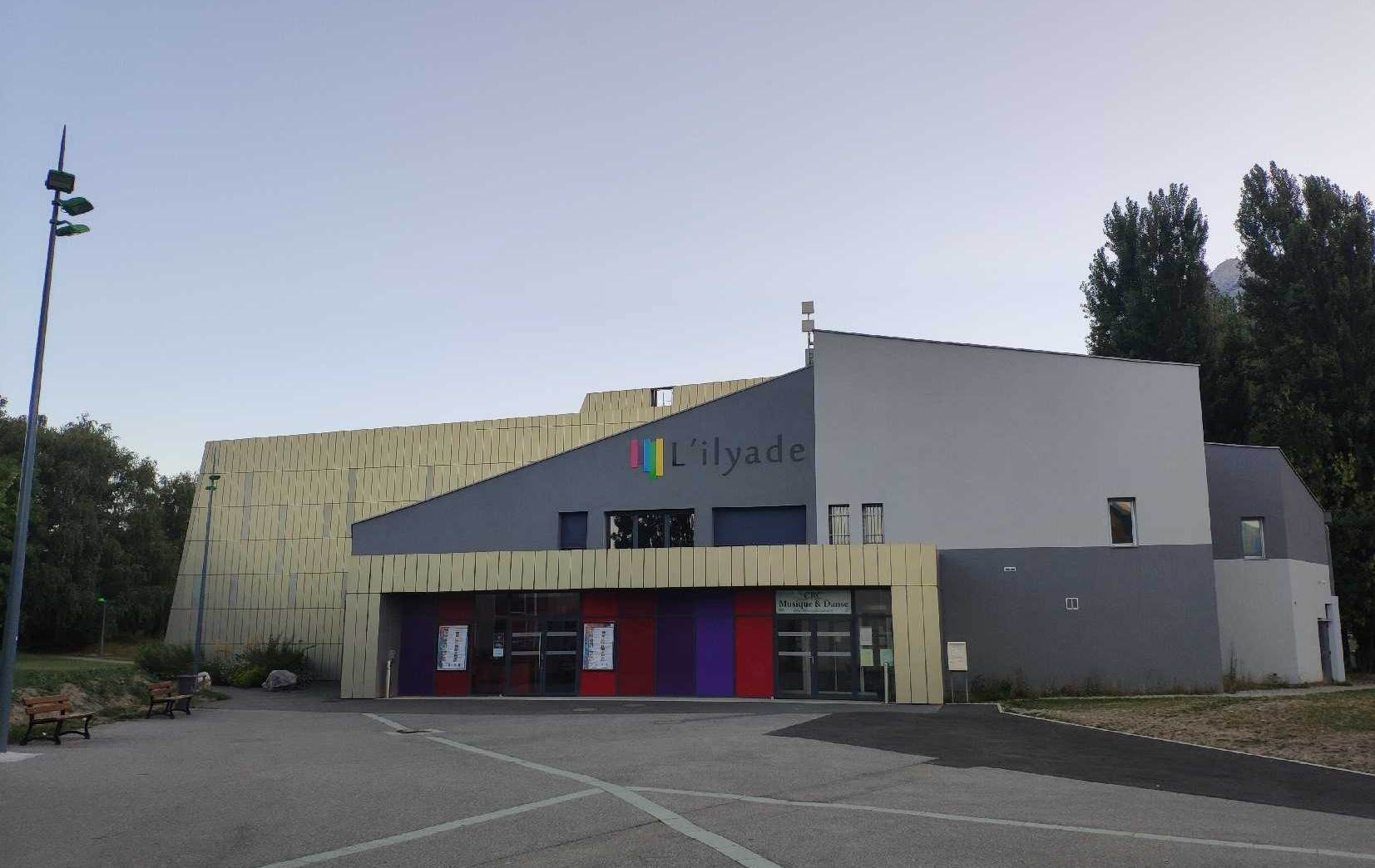
L'ilyade

La ville de Seyssinet-Pariset possède un centre culturel nommé « L'ilyade » ainsi qu'un conservatoire à rayonnement communale.
La salle de spectacle « L'ilyade » a été entièrement rénové en 2015. Depuis 2017 la programmation culturelle de L'ilyade est mutualisée avec la ville de Seyssins et existe depuis 2024 sous le nom de saison culturelle Les Vagabondes.

### Personnalités liées à la commune
- Jean-Jacques Rousseau

Situé dans un léger creux, non loin de la tour sans Venin, le site de randonnée dénommé le « Désert de Jean-Jacques Rousseau » indique aux visiteurs la présence du célèbre philosophe dans les hauteurs de Seyssinet-Pariset comme lieu de méditation lors de son passage à Grenoble durant le XVIIe siècle.
- Eugène Faure

Eugène Faure est un peintre français à vocation régionale, né le 14 juillet 1822 dans le village de Seyssinet. Celui-ci, après avoir essayé la sculpture, fut un peintre de genre, un paysagiste et un portraitiste qui a peint ses amis dont le peintre Jean Achard. Ses tableaux sont principalement conservés au musée de Grenoble.
- Marcel Trillat (1940-2020)

Marcel Trillat est un journaliste, réalisateur de films documentaires et auteur français. Il reste connu pour de nombreux reportages télévisés et débuta à l'ORTF en 1965 en collaborant au magazine Cinq colonnes à la Une, puis il devint directeur adjoint de l’information en 1989 sur Antenne 2. Il fut également administrateur, élu CGT, de France Télévisions.

### Seyssinet-Pariset dans les arts

#### Seyssinet dans la littérature
- Les Rêveries du promeneur solitaire

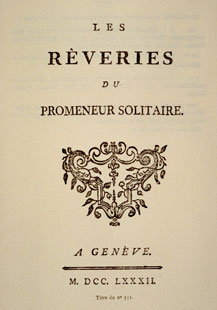
Les rêveries du promeneur solitaire édition de 1782.

Inspiré par la nature autour de Grenoble, le célèbre philosophe Jean-Jacques Rousseau flâne et utilise les hauteurs de Seyssinet-Pariset comme lieu de méditation. De nombreux panneaux, situés à l'angle d'un virage la route de Lans-en-Vercors, à l'orée du bois des Vouillants indique le site du « Désert » (dénommé à l'époque « désert de l'écureuil ») ou le philosophe aimait à observer la végétation et déguster certaines baies sauvages comme il le relate lui-même dans son ouvrage dénommé « Les Rêveries du promeneur solitaire » au cours de sa septième promenade (extrait) :
« Durant mon séjour à Grenoble je faisais souvent de petites herborisations hors de la ville avec le sieur Bovier avocat de ce pays-là, non pas qu’il aimât ni sût la botanique, mais parce que s’étant fait mon garde de la manche, il se faisait, autant que la chose étoit possible, une loi de ne pas me quitter d’un pas. Un jour nous nous promenions le long de l’Isère dans un lieu tout plein de saules épineux. Je vis sur ces arbrisseaux des fruits mûrs j’eus la curiosité d’en goûter et, leur trouvant une petite acidité très-agréable, je me mis à manger de ces grains pour me rafraîchir ; le sieur Bovier se tenoit à côté de moi sans m’imiter et sans rien dire. Un de ses amis survint, qui me voyant picorer ces grains me dit : eh ! monsieur, que faites-vous là ? Ignorez-vous que ce fruit empoisonne ? Ce fruit empoisonne, m’écriai-je tout surpris. Sans doute, reprit-il, et tout le monde fait si bien cela, que personne dans le pays ne s’avise d’en goûter."... »

#### Seyssinet dans la peinture

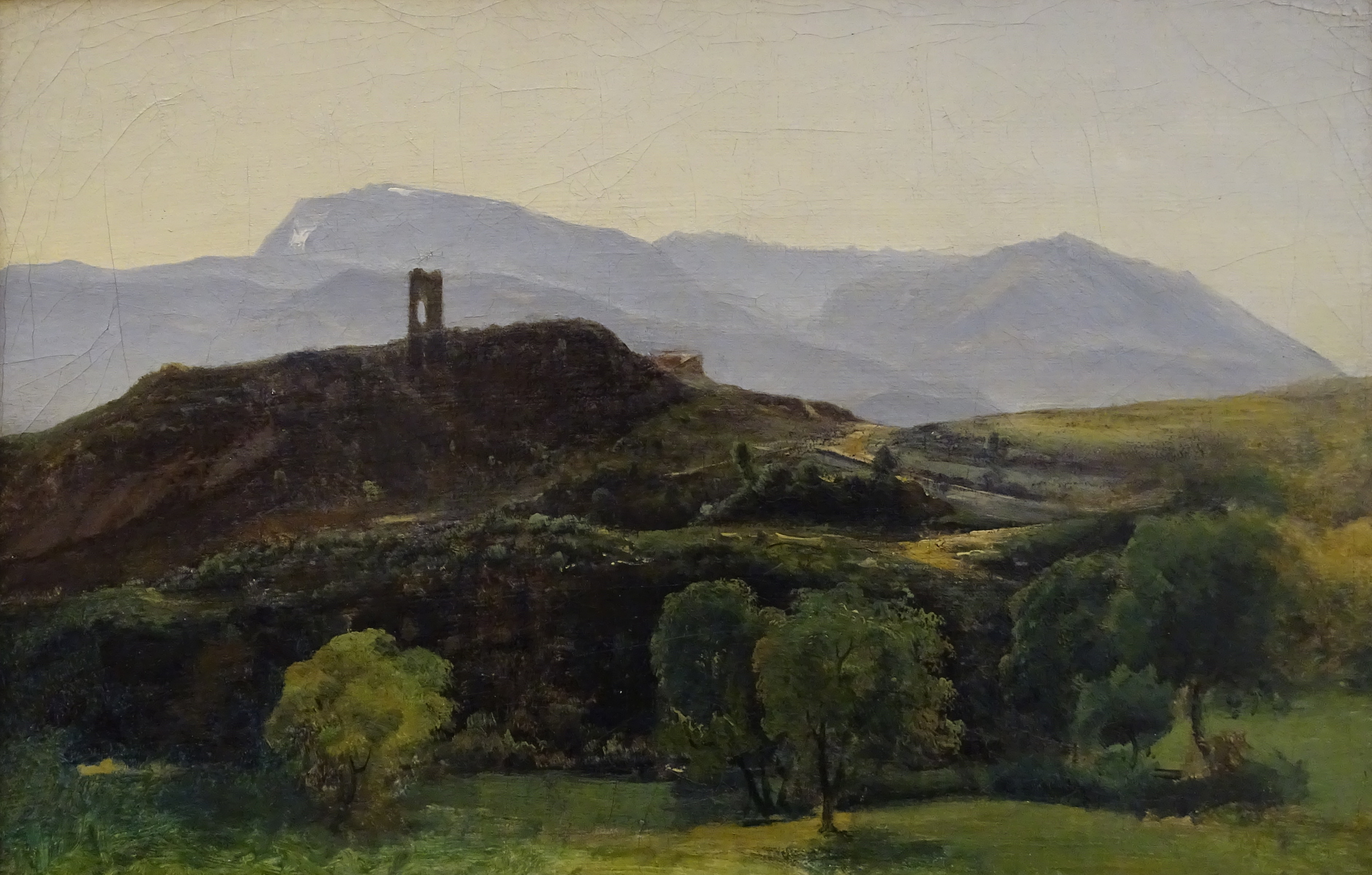
La Tour sans Venin, tableau de Jean Achard (1807 - 1884).

- Jean Achard

De nombreux sites des villages de Seyssinet et Pariset ont été représentés dans des toiles peintes par des peintres locaux, dont notamment la Tour sans venin par le peintre Jean Achard. Celui-ci n'ayant jamais obtenu la consécration de son vivant, il revient finir ses jours à Grenoble à partir de 1870 et il est enterré au cimetière Saint-Roch de Grenoble.
- Jacques Gay

Jacques Louis Gay, né à Voreppe en 1851 a peint de nombreux tableaux régionaux dont une huile sur toile, représentant les berges du Drac et dénommé, « les rives du Drac ou le casque de Néron ».

#### Seyssinet au cinéma
- 2001 : L'Emploi du temps de Laurent Cantet avec Aurélien Recoing et Karin Viard

### Héraldique
| Blason de Seyssinet-Pariset | Blason  | Parti : au premier de gueules à une bisse couronnée d'or, au deuxième d'argent à une tour de gueules maçonnée de sable ; au chef d'or chargé d'un dauphin d'azur, crêté, barbé, loré, peautré et oreillé de gueules. |
| Blason de Seyssinet-Pariset | Détails | Le statut officiel du blason reste à déterminer. |